# Glasebruch
Das Naturschutzgebiet Glasebruch liegt auf dem Gebiet der Stadt Lichtenau im Kreis Paderborn in Nordrhein-Westfalen. Das Gebiet erstreckt sich nordöstlich der Kernstadt Lichtenau und östlich von Hakenberg, einer Ortschaft von Lichtenau. Nördlich verläuft die Landesstraße 817 und am südlichen Rand die Kreisstraße 26.

## Bedeutung
Das etwa 515,5 ha große Gebiet wurde im Jahr 2014 unter der Schlüsselnummer PB-071 unter Naturschutz gestellt.
Schutzziele sind die Erhaltung, Entwicklung und Wiederherstellung der Lebensgemeinschaften und Lebensstätten seltener
und gefährdeter sowie landschaftsraumtypischer, wildlebender Tier- und Pflanzenarten. Besonders zu schützen und zu fördern ist der naturnah mäandrierende Bachlauf des Glasebachs mit gut ausgeprägter Ufervegetation sowie dessen Quellbereiche und Nebengewässer.
Zu schützen sind besonders Kleinseggenriede und Feuchtheiden, der bachbegleitende bzw. bruchwaldartig aufgeweitete Erlen-Eschen-Auwald und Birken-Moorwald. Durch Umbau nicht standortgerechter Nadelbaumbestände soll ein standortgerechter naturnaher Laubmischwälder wiederhergestellt werden. Außerdem sollen Moorflächen auf Stagnogleystandorten mit typischen Lebensräumen der Feuchtheiden und Kleinseggenriede wiederhergestellt werden. Die natürlichen Bodenfunktionen besonders schutzwürdiger Böden, insbesondere der Moor- und Grundwasser- oder Staunässeböden sind zu schützen und zu entwickeln.